# Peter Warr
Peter Eric Warr (Kermanshah, Irán, 18 de junio de 1938 – Sainte-Foy-la-Grande, Francia, 4 de octubre de 2010) fue un empresario, piloto de automovilismo y jefe de equipos de los principales equipos de Fórmula 1 como Walter Wolf Racing, Fittipaldi Automotive y Team Lotus.

## Biografía
Warr sirvió en el Servicio Nacional como oficial en la Guards Division del Ejército británico, después de ser prepararse en la Real Academia Militar de Sandhurst. Después de licenciarse, se dedicó a los negocios. Warr se unió a Lotus Cars en 1958 como vendedor, pronto se cambió a la compañía hermana Lotus Components, donde dirigióp las ventas de los autos de carreras de los clientes de la compañía, ascendiendo rápidamente hasta convertirse en director general. Durante ese periodo se unió como piloto , conduciendo el Lotus 18 de Formula Junior que vendía. Como piloto no llegó a la Fórmula 1, pero ganó una carrera de Fórmula Junior en un Lotus 20 en el circuito sur de 4.8 millas de Nürburgring el 28 de abril de 1962, y consiguió ser el primer ganador del Gran Premio de Japón en 1963, conduciendo un Lotus 23.

## Carrera como mánager de equipo
Warr fue elegido por Colin Chapman a finales de 1969 para ser el mánager de competición del Team Lotus de la Fórmula 1, ayudando a Jochen Rindt y Emerson Fittipaldi en las temporadas 1970 y 1972, respectivamente. A finales de 1976, Warr fichó por el nuevo equipo creado por el magnate canadiense del petróleo Walter Wolf y supervisó un primer año muy exitoso en el que Jody Scheckter ganó tres carreras y luchó por el Campeonato Mundial. La suerte de Wolf cayó y, a finales de 1979, se fusionó con el equipo Copersucar Fittipaldi. A mediados de 1981, Chapman llevó de nuevo a Warr de regreso a Lotus, donde permanecería hasta 1989.
Tras la muerte de Chapman, Warr le sucedió como jefe del equipo. Contrató al joven Ayrton Senna como compañero de Elio de Angelis contra los deseos de John Player & Sons (JPS), el principal spónsor del equipo, que deseaba a Nigel Mansell. Después de un Gran Premio de Mónaco de 1984 muy lluvioso, en el que Mansell perdió las opciones de título por un accidente, Warr comentó "él (Mansell) nunca ganará un Gran Premio mientras tenga un agujero en mi trasero". A pesar de es vaticinio, Mansell se convirtió en uno de los pilotos británicos de Fórmula 1 más laureados de todos los tiempos, con 31 victorias en carreras y convirtiéndose en el único piloto en tener títulos de F1 y CART al mismo tiempo.
Como mánager de equipo de Lotus, Warr firmó con el gigante japonés Honda para el uso de sus motores turbocargados en 1987 para sustituir los de Renault, el equipo que les había suministrado desde 1983 y que se retiró de la F1 a finales de 1986. Como parte del trato para obtener los motores Honda, que en ese momento eran los mejores en la Fórmula 1, Lotus acordó fichar al piloto de pruebas de Honda Satoru Nakajima como compañero de equipo de Ayrton Senna. También desapareció de los autos el famoso negro y dorado de los patrocinadores JPS, reemplazado por el amarillo y azul de los cigarrillos Camel.
Después de un pobre arranque en 1989, se le pidió a Warr que renunciara como jefe de Lotus para ser reemplazado por Rupert Mainwaring y Peter Collins. El cambio se realizó antes de la novena carrera de la temporada.
Warr murió repentinamente de un infarto de miocardio el 4 de octubre de 2010 en la localidad francesa de Sainte-Foy-la-Grande.